# Kaskawulsh
Il Kaskawulsh è un fiume del Canada della lunghezza di 50 chilometri. Nasce nello da un ghiacciaio dei Monti Sant'Elia Yukon dove scorre fino a confluisce nel fiume Alsek.